# Rożnewi Pola
Rożnewi Pola (ukr. Рожневі Поля) – wieś na Ukrainie, w obwodzie iwanofrankiwskim, w rejonie śniatyńskim.